# Biegun niedostępności
Bieguny niedostępności – matematycznie wyznaczone punkty w obszarach polarnych kuli ziemskiej. Biegun niedostępności nie jest żadnym zjawiskiem naturalnym i niczym się nie wyróżnia w terenie. 
Termin „biegun niedostępności” został wprowadzony w 1920 r. przez Vilhjalmura Stefanssona dla odróżnienia bieguna północnego od najtrudniej osiągalnego punktu w Arktyce. Później został zaadaptowany dla określenia analogicznego punktu na Antarktydzie, jako punkt najbardziej odległy od morza. Jest też stosowany w ujęciu ogólnym, do opisywania tego typu punktów na innych kontynentach i dowolnych wyspach. W 2007 r. opublikowano algorytm pozwalający na precyzyjne określanie „biegunów niedostępności”. Wyznaczone bieguny mogą różnić się położeniem w zależności od uwzględniania lub nieuwzględniania w obliczeniach niektórych zatok.

## Północny biegun niedostępności
Północny biegun niedostępności jest środkiem największego koła zakreślonego na Oceanie Arktycznym, w którego obrębie nie ma żadnego lądu.
Współrzędne geograficzne tego punktu to 85°48'12" N i 176°8'94" W, a jego odległość od wybrzeży wynosi 1008 km.
Północny biegun niedostępności został po raz pierwszy osiągnięty przez australijskiego lotnika Huberta Wilkinsa 15 kwietnia 1928 roku. Trzydzieści lat później do tego miejsca dotarł radziecki lodołamacz.
Pierwszego pieszego zdobycia bieguna niedostępności dokonał 6 kwietnia 1969 na saniach ciągniętych przez psy brytyjski polarnik Wally Herbert z 3 towarzyszami wyprawy. Zaprzecza temu inny polarnik, Jim McNeill, którego próba w roku 2006 nie powiodła się. Według McNeilla Herbert nie mógł dotrzeć do bieguna, bowiem jego pozycja dopiero niedawno została dokładnie wyznaczona.

## Południowy biegun niedostępności
Natomiast południowy biegun niedostępności to taki punkt na powierzchni Antarktydy, który jest najbardziej oddalony od oceanu, czyli o około 1700 km. Jego współrzędne geograficzne to 85°50' S i 65°47' E. Jako pierwsza dotarła do niego radziecka ekspedycja antarktyczna w roku 1958. Założyli tam stację polarną „Biegun niedostępności”, która była wykorzystywana krótko latem 1958 roku.

## Oceaniczny biegun niedostępności

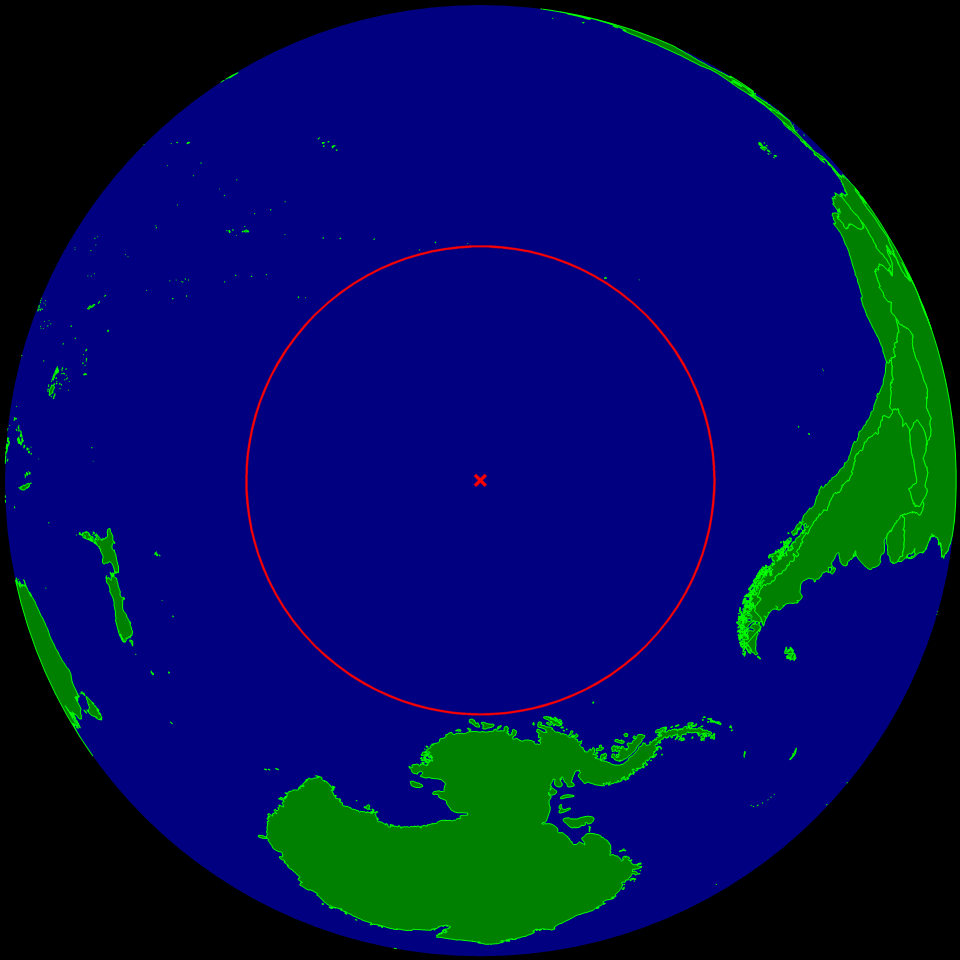
Oceaniczny biegun niedostępności – 48° 52′ 36″S 123° 23′ 36″W

Oceaniczny biegun niedostępności (48°52'6" S 123°23'6" W) to punkt na oceanie położony najdalej od lądu. Znajduje się on w południowych rejonach Oceanu Spokojnego, 2688 km od najbliższego lądu – wysp Pitcairn na północy, Wyspy Wielkanocnej na północnym wschodzie i wyspy Maher w pobliżu Ziemi Marii Byrd w Antarktyce. Punkt ten nosi popularną nazwę „Nemo”, pochodzącą od Kapitana Nemo – bohatera powieści Juliusza Verne'a. Punkt Nemo został wyznaczony w 1992 roku przez chorwacko-kanadyjskiego statystyka, Hrvoje Lukatela.

## Kontynentalne bieguny niedostępności

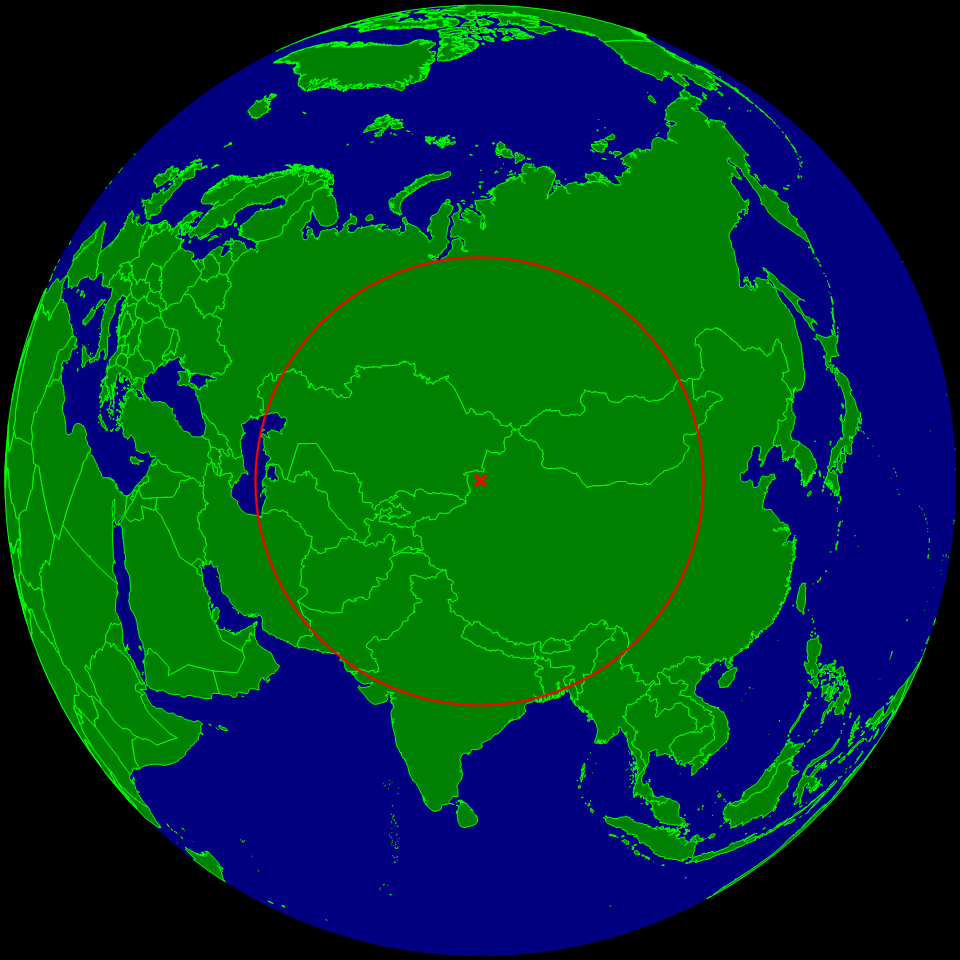
Kontynentalny biegun niedostępności w Eurazji

Eurazja – biegun niedostępności (46°17′N 86°40′E) znajduje się w miejscu najdalej położonym od oceanu, w północno-zachodnich Chinach, niedaleko granicy z Kazachstanem, w odległości 2645 km od najbliższego wybrzeża. Euroazjatycki biegun niedostępności leży około 320 kilometrów na północ od Urumczi – stolicy Autonomicznego Regionu Xinjiang.
Ameryka Północna – biegun niedostępności (43.36°N 101.97°W) znajduje się w USA, w stanie Dakota Południowa, w odległości około 1650 km od wybrzeża,
Ameryka Południowa – biegun niedostępności (14.05°S 56.85°W) znajduje się w Brazylii, niedaleko Arenápolis.
Australia – biegun niedostępności (23.17°S 132.27°E lub 23°2′S 132°10′E) jest zlokalizowany 920 km od najbliższego wybrzeża w pobliżu Panunya w Terytorium Północnym.
Afryka – biegun niedostępności (5.65°N 26.17°E) znajduje się 1814 km od wybrzeża w pobliżu trójstyku granic Republiki Środkowoafrykańskiej, Sudanu Południowego i Demokratycznej Republiki Kongo oraz miejscowości Obo.